# Viktor Karl Maximilian von Ditmar
Viktor Karl Maximilian von Ditmar (* 1. Juni 1866 in Kiddemetz auf Ösel, Estland; † 7. Juni 1935 in Reval) war ein estländischer Freiherr, Jurist und Diplomat deutsch-baltischer Abstammung. 

## Leben

### Herkunft und Familie
Viktor Karl Maximilian von Ditmar stammte aus dem öselschen Familienstamm des deutsch-baltischen Adelsgeschlechts von Ditmar. Sein Großvater war der russische Generalmajor und spätere Landmarschall von Ösel Georg Wilhelm von Ditmar (1789–1852). Sein Vater war Napoleon von Ditmar, Herr auf Kiddemetz (* 1834 in Kiddemetz auf Ösel, † 1919 in Arensburg), Stadthauptmann von Arensburg, der mit Ottilie Natalie von zur Mühlen (* 1839 in Sankt Petersburg, † 1902 in Arensburg). Viktor heiratete Olga Vassilyevna Lavrova (* 1873). Sie hatten keine Nachkommen, mit Viktor Karl Maximilian stirbt der öselsche Familienstamm aus.

### Werdegang
Viktor Karl Maximilian v.D. studierte von 1884 bis 1989 Medizin und Rechtswissenschaft an der Kaiserlichen Universität Dorpat. Seit 1916 war er Gehilfe des Oberprokureurs beim Senats in Sankt Petersburg. 1917 wurde er Mitglied des Estnischen Staatsgerichts in Dorpat, dem heutigen Tartu. Darüber hinaus wirkte er 1921 in der estnisch-russischen Kommission für die Rückführung von nach Russland verbrachten Kulturgütern aus Estland mit, so wie es der Friedensvertrag  von Dorpat vorsah. In diesem Ausschuss wurde ebenfalls über die nach Russland deportierten Esten verhandelt, die nach Estland zurückkehren durften. Er war von 1923 bis 1924 Vorsitzenden der, in Moskau abgehaltenen, Abrüstungskonferenz, die über eine gegenseitige Abrüstung und Truppenentflechtung beriet und darüber vertragliche Vereinbarungen schloss. Am 20. Mai 1924 wurde er als Botschaftsrat von Estland nach Moskau entsandt. Danach war er, bis zu seinem Tod, als Richter tätig.